# Chichí Peralta
Pedro René Peralta Soto (Santo Domingo; 9 de julio de 1966), más conocido como Chichí Peralta, es un cantautor, músico, compositor, arreglista y productor musical dominicano.
Su música se caracteriza por la fusión de ritmos tropicales llegando a incluirse dentro de la llamada world music. Ha combinado el son con el jazz, el merengue con el pop, ritmos africanos, hip hop, rap, bachata, guaguancó, ritmos brasileños, plena, salsa, vallenato, cumbia, texturas sinfónicas, ritmos árabes, e instrumentos exóticos de la India y el Japón, entre otros.
Su icónica canción Amor narcótico fue versionada por la popular banda latina-estadounidense CNCO para su álbum de versiones de 2021 titulado Déjà Vu.

## Carrera
Su carrera como músico se inició a los 4 años cuando construyó su primer instrumento musical, una tambora.
Durante los años 1980 y 1990 fue percusionista profesional de varias agrupaciones, iniciandóse en el Grupo Fragmento, luego incorporándose a Fernando Echavarría y la Familia André donde duró 7 años; después en Trilogía y finalmente siendo parte de la agrupación de Juan Luis Guerra donde permaneció por 8 años. Trabajó en la composición de la música de los documentales «Trujillo: El Poder del Jefe III» (1996) y «Camino a Higüey» (2016), así como en la realización de jingles publicitarios.
El 15 de julio de 1997 realizó el lanzamiento internacional de su disco «Pa' Otro La'o», donde hizo las veces de productor y arreglista, de este álbum se destacan "Amor narcótico", "La ciguapa" y "Procura". Dos años antes había lanzado su primer álbum «Trópico Adentro».
El 18 de abril de 2000 se editó su tercer álbum «De Vuelta Al Barrio» con el que ganó un Grammy Latino en la categoría de Mejor Álbum Merengue en la edición de 2001. En este disco se fusionó el son con el jazz, el merengue con el guaguancó, el pop con ritmos africanos y la bachata con ritmos brasileños y árabes, entre otros. En la grabación participaron la Orquesta Sinfónica de Londres y los coros de "Luz Africa"; así como dos nuevos cantantes para reemplazar a Jandy Feliz, quien emprendía una carrera como solista: César Olarte y René Geraldino. Las sesiones fueron grabadas en París, Francia.
El 27 de septiembre de 2005 salió su cuarto álbum de estudio «Más Que Suficiente», que fue nominado al Grammy Latino en la categoría Mejor Álbum Tropical Contemporáneo en la edición de 2006. Fue de las producciones latinas más vendidas en Japón según la cadena de venta especializada Disk Union.
En 2007, Chichí Peralta fue declarado Embajador de Buena Voluntad de la República Dominicana y fue nominado al premio Lo Nuestro en la categoría Artista Merengue del Año.
En 2009 lanzó su álbum titulado «De Aquel La'o Del Río» que contiene el tema "Amor samurái", una fusión de música del Caribe e instrumentos tradicionales del folclore japonés. Ese mismo año trabajó en el documental «Orgullo de mi tierra Samaná, Orgullo de mi tierra Puerto Plata y Orgullo de mi tierra Barahona».

## Discografía
Trópico adentro (1995)
1. Fuego en la esquina
2. Los piropos
3. Llegó la hora
4. Ay amada
5. En familia
6. Huellas
7. La muñeca
8. Palomita blanca
9. Mosaico

Pa' otro la'o (1997)
1. Amor narcótico
2. La ciguapa
3. Pa' otro la'o
4. Un día más
5. Sol de verano
6. Ella tiene
7. Procura
8. Techno son
9. Me enamoré
10. Limón con sal

De vuelta al barrio (2000)
1. Servicios públicos
2. Desengaño
3. De vuelta al barrio
4. Amor
5. Sin cortinas
6. Con solo un beso
7. Hasta que lo pierde
8. El beso de Judas
9. Baila venga Chichi
10. Fuego de amor
11. Mensaje campesino
12. Soledad
13. Si no te veo
14. Arréame lo' bueye'
15. La morena
16. Debajo del agua

Más que suficiente (2005)
1. La zalamera
2. Al revés
3. Rumores del barrio
4. Océano
5. Un rato en la gloria
6. Más que suficiente
7. Tamborada
8. Hoy he vuelto a pensar en ti
9. Check it out
10. Cuenta la historia
11. Intro vera
12. Te pienso

De aquel la'o del río (2009)
1. Apacigua'o
2. Vuelve
3. A pesar de usted
4. Ni lo intentes
5. Nací para ti
6. Así
7. Dominicano
8. Te amaré
9. Los teóricos
10. Check it out
11. Amor samurai
12. La negra bella
13. De aquel la'o del río

De que viene, viene (2012)
1. De que viene, viene
2. Con fe
3. La hamaca de Dios
4. La pastillita

Máscara contra cabellera (2013)
1. Mi ritmo zumba
2. Máscara contra cabellera

## Premios y reconocimientos
1998
- Disco de Oro en Lima Perú, diciembre de 1998
- Disco de Oro en Chile, diciembre de 1998
- Disco de Platino en Bogotá, Colombia, 1998
- Disco Doble Platino, Bogotá, Colombia, 1998
- Premio Lo Nuestro Latin Music Awards, 1998 – Revelación del Año – Género Tropical (Breakthrough Artist of the Year – Tropical Genre)
- Merecedor de la llave de la ciudad de Cartagena Colombia, bajo el decreto No. 0505, entregado por la Alcaldía de Cartagena el 10 de junio de 1998.

1999
- Disco de Oro en América Central, 1999
- Disco de Oro en Bolivia, agosto de 1999
- Disco de Platino América Central, junio de 1999
- Disco de Platino en Lima, Perú, 1999
- Disco de Séxtuple Platino en Bogotá, Colombia, mayo de 1999

2001
- Disco de Oro Europa, abril de 2001
- Disco de Oro en América Central, abril de 2001
- Ganador del Grammy Latino 2001 – Best Merengue Album (De Vuelta al Barrio)[9]

2004
- Reconocimiento entregado por el comité Organizador de Sexto Dominican Jazz Festival, por su trayectoria musical y sus aportes a la música, el 23 de octubre de 2004, en Cabarete, Puerto Plata (República Dominicana).

2006
- Nominación Grammy Latino 2006 por la producción musical "Más Que Suficiente"

2007
- Nominación a Premio Lo Nuestro 2007 – Tropical Merengue Artist of the Year

Otros
- Embajador de Buena Voluntad de la República Dominicana. Bajo el decreto No. 52-07.
- Ganador Revelación del Año, Premios Lo Nuestro (Miami, Florida)
- Ganador Gaviota de Plata, Festival de Viña del Mar (Chile)
- Ganador del Premio Globo como mejor álbum Tropical (New York)
- Ganador Premios Tu Música (San Juan, Puerto Rico)
- Ganador tres premios Escuela de la Música (New York)